# Audi Cabriolet
Audi Cabriolet (Заводський індекс Typ 89) — класичний кабріолет з подовжнім розташуванням двигуна і переднім приводом.

## Опис

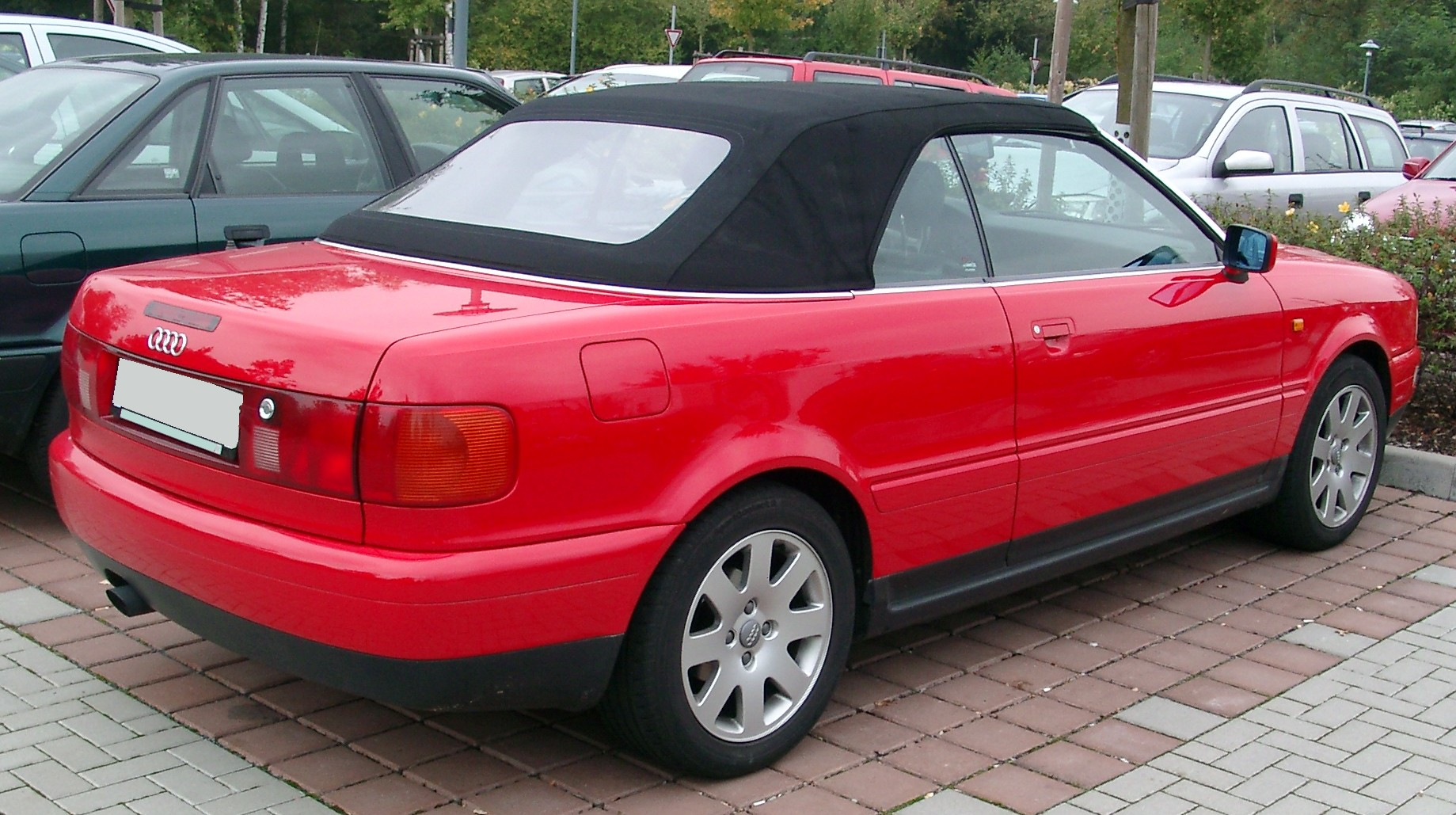
Audi Cabriolet (1991—2000)

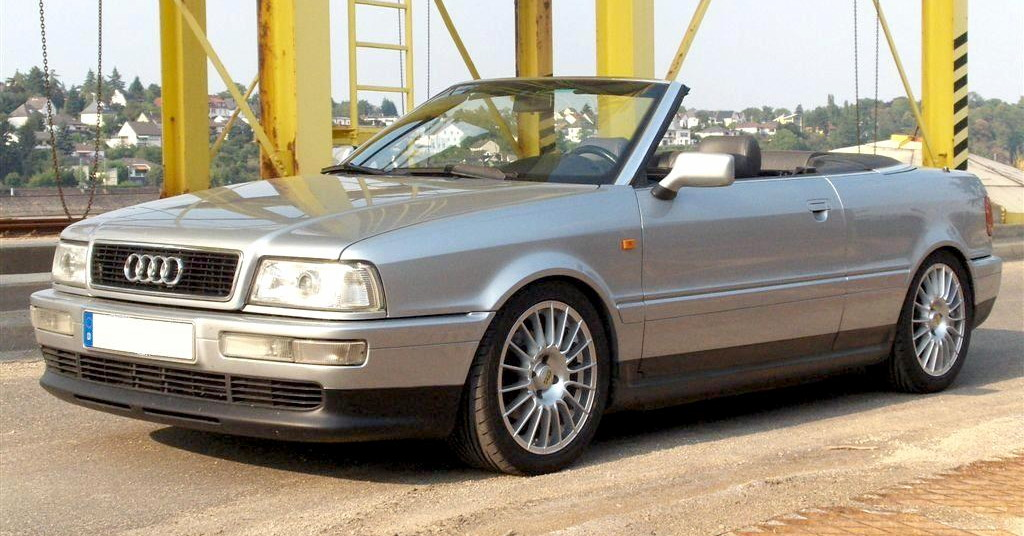
Audi Cabriolet V6 (1992—2000)

Audi 90 Cabriolet (1991—1994)

Вперше модель Audi Cabriolet була представлена в Женеві в 1991 році. З грудня 1992 року випускалась з двигуном 2,8 л V6, з весни 1997 року — з двигуном 1,8 л 20V.
Автомобіль виконаний на платформі моделі Audi 80 B4. У цілому розмірами, пропорціями і основними рисами Audi Cabrio близька до автомобіля Audi 80. Відмінність полягає в тому, що у Audi Cabriolet двоє дверей, за рахунок складного даху місткість задньої частини кузова зменшилася. Конструкція моделі постійно допрацьовувалася, комплектація поповнювалася новими елементами.
З 1997 року випускається варіант Audi Cabriolet — hard-top, з легкознімним верхом з алюмінієвого сплаву, забарвленим в колір кузова.
У залежності від комплектації Audi Cabriolet на вибір пропонуються чотири бензинові двигуни робочим об'ємом від 1,8 до 2,8 літра (потужністю 125—174 к.с.) і один дизельний силовий агрегат з безпосереднім уприскуванням палива і турбонаддувом (1,9 літра, 90 к.с.). Audi Cabrio один з небагатьох кабріолетів, який оснащувався дизельним двигуном. Середня витрата палива становить 5,6 л/100км. При цьому кабріолет поводиться на дорозі досить жваво. За даними фірми розгін до сотні за 14,7 с. Максимальна швидкість 175 км/год.
Цей ветеран сімейства Audi в середині 2000 року знятий з виробництва. У загальній складності з 1992 року виготовили близько 72 000 екземплярів цієї моделі.

## Двигуни
- 1.8 5V ADR І4
- 2.0E ABK І4
- 2.0 16V ACE І4
- 2.3E NG І5
- 2.6 ABC V6
- 2.8 AAH V6
- 1.9 TDI 1Z І4
- 1.9 TDI AHU І4